# Postępujące porażenie nadjądrowe
Postępujące porażenie nadjądrowe (choroba/zespół Steele’a-Richardsona-Olszewskiego, łac. paralysis supranuclearis progressiva ang. progressive supranuclear palsy, PSP, Steele-Richardson-Olszewski syndrome) – rzadka choroba neurodegeneracyjna z grupy tauopatii, objawiająca się zespołem parkinsonowskim i otępieniem.

## Epidemiologia
Choroba określana jest jako rzadka; jej częstość szacuje się na 6,5:100 000. Występuje w starszym wieku, najczęściej w 6. dekadzie życia.

## Etiologia
Ze względu na etiologię PSP zaliczane jest do tauopatii. W mózgowiu obserwuje się postępujący zanik, glejozę i zwyrodnienie neurofibrylarne komórek nakrywki śródmózgowia, istoty czarnej i czasem kory płatów skroniowych. W związku z zanikami dochodzi do poszerzenia III i IV komory mózgu.

## Objawy i przebieg
Na obraz zespołu składają się:
- symetryczny zespół parkinsonowski ze sztywnością mięśniową (osiową) i bradykinezją (spowolnieniem ruchowym), częstymi upadkami
- zespół rzekomoopuszkowy
- zaburzenia ruchomości gałek ocznych; początkowo dotyczy kierunku pionowego (objaw Parinauda), potem wszystkich kierunków
- dystoniczne odchylenie głowy ku tyłowi (retrocollitis)
- otępienie podkorowe ze spowolnieniem intelektualnym (bradyfrenia), dysfazją, trudnościami w wykonywaniu złożonych czynności
- zaburzenia psychiczne, zmiany osobowości (apatia, agresja, perseweracje, zaburzenia seksualne).

Charakterystycznym objawem jest dodatni tzw. objaw klaskania (ang. applause sign). Pacjent proszony jest o szybkie zaklaskanie w ręce trzy razy; pacjenci z PSP wykonują więcej klaśnięć. W jednym badaniu test pozwolił na zróżnicowanie PSP z chorobą Parkinsona (p < 0,00) i otępieniem czołowo-skroniowym (p < 0,001).
Choroba nieodwracalnie prowadzi do całkowitego unieruchomienia. Mediana przeżycia wynosi mniej niż 6 lat od momentu postawienia rozpoznania.

## Rozpoznanie
Zaproponowano kryteria rozpoznania PSP. „Prawdopodobne” rozpoznanie można postawić, gdy spełnione są przynajmniej trzy kryteria dodatkowe, „możliwe” gdy spełnione są dwa kryteria dodatkowe + kryteria podstawowe.
Kryteria podstawowe
1. wiek powyżej 40 lat
2. postępujący przebieg
3. oftalmoplegia nadjądrowa

Kryteria dodatkowe
1. częste upadki występujące od początku przebiegu choroby
2. spowolnienie ruchowe i psychiczne
3. dyzartria i (lub) dysfagia
4. sztywność mięśni, zwłaszcza osiowa
5. zespół płata czołowego.

## Rozpoznanie różnicowe
W diagnostyce różnicowej PSP należy uwzględnić przede wszystkim chorobę Parkinsona we wczesnym stadium, także inne choroby neurodegeneracyjne z otępieniem i parkinsonizmem (np. otępienie z ciałami Lewy’ego). Z chorobą Parkinsona PSP różnicuje słaba odpowiedź na lewodopę i symetryczność objawów parkinsonowskich.

## Leczenie
Nie jest znane skuteczne leczenie. Próby stosowania lewodopy, agonistów amantadyny i dopaminy są mało skuteczne. Postęp choroby prowadzi nieodwracalnie do unieruchomienia chorego i konieczności żywienia pozajelitowego. Przyczyną śmierci są powikłania związane z unieruchomieniem pacjenta.

## Historia
Chorobę opisali Jerzy Olszewski, John Clifford Richardson i John Steele w 1963 roku.